# JDTic
JDTic ist ein selektiver und hoch wirksamer κ-Opioidrezeptor-Antagonist, der in der Wissenschaft als experimenteller Wirkstoff und Ligand verwendet wird. Der über Wochen anhaltende Effekt des auch peroral wirksamen Antagonisten könnte auf der Aktivierung c-Jun-N-terminaler Kinasen beruhen. Verhaltenspharmakologische Studien legen nahe, dass JDTic antidepressiv, angstlösend und suchtlindernd wirkt. 